# Adrián López Villegas
Adrián López Villegas es un político español. Ha sido alcalde de Rentería y Juntero de las Juntas Generales de Guipúzcoa durante la II, III y IV legislatura.

## Biografía
A los 30 años llegó a Rentería para trabajar seis meses. Este traslado se convirtió en definitivo y se dedicó con entusiasmo tanto al trabajo como a la militancia en el pueblo.
Ha sido durante 20 años concejal en el Ayuntamiento de Rentería y también ha sido juntero de las Juntas Generales de Guipúzcoa durante 3 legislaturas.
Fue investido alcalde de Rentería en 1998 cuando Miguel Buen abandonó el cargo para al ser nombrado presidente del Puerto de Pasajes.

## Elecciones disputadas
| Elecciones                                 | Circunscripción  | Candidatura | Puesto | Resultado |
| ------------------------------------------ | ---------------- | ----------- | ------ | --------- |
| Elecciones a las JJGG de Guipúzcoa de 1983 | Bidasoa-Oiartzun | PSOE        | 3      | Electo    |
| Elecciones al Parlamento Vasco de 1984     | Guipúzcoa        | PSE         | 12     | No electo |
| Elecciones municipales de 1987             | Rentería         | PSE         | 3      | Electo    |
| Elecciones a las JJGG de Guipúzcoa de 1987 | Bidasoa-Oiartzun | PSE         | -      | Electo    |
| Elecciones municipales de 1991             | Rentería         | PSE         | -      | Electo    |
| Elecciones a las JJGG de Guipúzcoa de 1991 | Bidasoa-Oiartzun | PSE         | -      | Electo    |
| Elecciones municipales de 1995             | Rentería         | PSE-EE      | -      | Electo    |